# Einar Halling-Johansson
Einar Halling-Johansson (né le 4 octobre 1893 à Göteborg en Suède et mort le 4 février 1958 à Enskede) est un joueur de football international suédois, qui évoluait au poste d'attaquant.

## Biographie

### Carrière en sélection
Avec l'équipe de Suède, il joue 6 matchs (pour aucun but inscrit) entre 1912 et 1921. Il joue son premier match en équipe nationale le 16 juin 1912 contre la Norvège et son dernier le 18 septembre 1921 face à cette même équipe.
Il figure dans le groupe des sélectionnés lors des Jeux olympiques de 1912 et de 1920. Il ne joue toutefois aucun match lors de ces deux tournois olympiques. Finalement, il n'aura disputé que des matchs amicaux avec l'équipe nationale suédoise.

## Palmarès
Örgryte IS
- Championnat de Suède (1) :
  - Champion : 1913.